# Skybridge (TransLink)
Die Skybridge [ˈskaɪˌbɹɪdʒ] (Himmelsbrücke) ist eine 1989 erbaute Schrägseilbrücke in der Region Metro Vancouver im Südwesten der kanadischen Provinz British Columbia. Sie überspannt den Fraser River und verbindet New Westminster mit Surrey.
Die Brücke dient nicht dem Automobilverkehr, sondern trägt zwei Gleise des von Translink betriebenen Nahverkehrssystems SkyTrain und wird von der Expo Line befahren. Ein (nicht verbundenes) drittes Gleis in der Brückenmitte dient Wartungsarbeitern dazu, die Ausrüstung hin und her zu bewegen.
Die beiden Brückentürme sind 123 m hoch, die Gleise liegen 45 m über dem Fluss. Mit einer Mittelspannweite von 340 m und einer Gesamtlänge von 616 m ist die Skybridge die längste Brücke der Welt, die ausschließlich für den öffentlichen Verkehr vorgesehen ist.